# Aliments amb calories negatives
Els aliments amb calories negatives serien, segons una falsa teoria alimentària, aquells aliments en què la seva aportació calòrica (que evidentment sí que ha de ser positiva, fins i tot en aquesta teoria) seria inferior a l'energia necessària per al cos per a empassar-los i digerir-los. Cal tenir present que se sap amb certesa que cap aliment compleix aquestes característiques, ni tan sols els de més baixa aportació energètica com ara l'api o el cogombre.